# Sergio Gobi
Sergio Gobi cuyo nombre de nacimiento es Sergio González Billorou  (1963, Urdampilleta, Provincia de Buenos Aires) es un cantante, compositor y artista visual argentino cuya trayectoria abarca diversos géneros musicales, como el tango, el folclore y la bossa nova. Es además profesor de Pintura. Su obra pictórica es cercana al arte abstracto aunque no excluye lo figurativo.

## Biografía
Nació en la localidad de Urdampilleta, pero a los pocos meses su familia se trasladó a la Ciudad de Buenos Aires. Comenzó a tocar la guitarra a partir de los 6 años. A mediados de los años ’80 vivió en Brasil donde se interesó por la Bossa Nova. Cursó estudios de Bellas Artes, en 1992 se graduó como profesor de pintura en la Universidad Nacional de las Artes - UNA (ex IUNA). En el campo musical trabajó junto a Marcelo Maitia, Fabian Carbonne, Coco Nelegatti y Matias Sorokin.

## Trayectoria
En 2001 se radicó en Alemania. Participó como cantante en distintas agrupaciones como Puro Apronte, Orquesta Sabor a Tango, Grand Orchestre de Tango de Juan José Mosalini,  Quinteto Ángel, Los Tanturi Quinteto, Trío NoviTango, Sexteto Andorinha, Cuarteto Rotterdam, Christian Gerber y Tango Tinto. Realizando presentaciones en Alemania y en otros países europeos.
En 2003 conoció al bandoneonista Guillermo Destaillats con quien formó el cuarteto La Rolando Rivas, en 2005 fue cofundador del grupo 6 Australes del cual sería vocalista y compositor, con este grupo grabaría el álbum “Eclipse” en 2008. Entre 2005 y 2017 participó como cantante del Quinteto Ángel, con este grupo grabó los álbumes Sábado inglés (2005), Final de fiesta (2009) y 5 al tango (2014) donde registra varias composiciones propias con arreglos de Christian Gerber. En 2007 graba junto a Sexteto Andorinha el álbum De Puro Curda. Trabaja junto a la cantante Anja Stoehr, quién en 2011 graba el disco "Preciso instante", que incluye tres composiciones de Gobi; Promesa, La Lujanera y Vals del silencio. 
Forma el dúo Flor y Fauna con la cantante Annika Silja Sesterhen. En 2009 comenzó a trabajar en colaboración con Martín Quaglia; Gobi en canto, guitarra y composición y Quaglia en guitarra, arreglos y producción, con este dúo realizó dos álbumes; Prosa (2009) y Parceros (2017), ambos grabados en la Ciudad de Buenos Aires. En 2013 graba junto al grupo Tango Amoratado el álbum Corazón al sur. 

## Actividad como artista visual
Desde abril hasta junio de 1992 realiza su primera muestra individual en el Deutsche Bank presentado por la Galería Van Riel. En 1997 expone en la muestra “Dos orillas” en la Galería de Arte Moderno en la Ciudad de Bogotá, Colombia, junto al artista plástico Hernán Sansone con la curaduría de Patricio Polania Con auspicio de la Embajada Argentina en Colombia.
En 2009 realiza en Núremberg la exposición "Bildnisse in Prosa" donde expone obras que abarcan varios períodos de su actividad como artista plástico; Cittá Visibili en Buenos Aires (1994-2000); en Berlín, Synchronstimmen (2001-2004) y Lebenslinie (2007-2009). 
En 2017 presenta sus obras en la muestra Proyecto MiLiUN en la Galería ARAUCO de Núremberg, esta muestra consta de imágenes de 12,5x12,5 cm. 
En 2018 participa de una exposición grupal con motivo de los 25 años de la Galería ARAUCO.
Participó en la muestra colectiva "Verano en Newbery" que se realiza en la Galería Central Newbery a partir del 27 de diciembre de 2024.

## Regreso a Buenos Aires
En 2018 vuelve a Argentina, un año después de enviudar de su esposa alemana. Durante el período de aislamiento sanitario (COVID-19) realiza un álbum de grabación casera que denominó "Gobi como loco malo", se trata de 10 canciones que a su vez va publicando en forma de videos de animación. Reside hasta 2024 en el Barrio de Flores de la Ciudad de Buenos Aires, recién iniciado 2025 se muda a Bolívar, su ciudad de origen, donde retoma su actividad participando de algunas presentaciones en salas de esta localidad.